# 禽龍科
禽龍科（Iguanodontidae）是鳥腳亚目的一科，生存於白堊紀早期到中期，分布於今日的亞洲、歐洲、非洲、以及北美洲等地。最著名的屬是禽龍，是最早被命名的恐龍之一。

## 敘述
禽龍科具有過渡的外形，以及許多衍化的特徵。牠們的脊椎上有骨化肌腱，前上頜骨缺乏牙齒，頜部具有齒系，固定的胸骨，胸骨的形狀為腎臟狀到斧狀。禽龍科可以用二足或四足方式移動。某些屬的拇指具有尖刺，可能作為武器，而中間三指可用於行走，小指可用來操作物體。

## 分類學
禽龍科被定義為：包含貝尼薩爾禽龍，但不包含沃克氏副櫛龍在內的最大演化支。

## 外部連結
- 禽龍科的範圍 Taxon Search
- 禽龍科的特徵 Palæos
- 禽龍類 The Thescelsosaurus